# Тарнавский, Пётр Иванович
Пётр Иванович Тарнавский (укр. Петро Іванович Тарнавський; 26 июня 1873, Звенигородский уезд — 2 сентября 1938, Киев) — украинский религиозный и общественный деятель. Епископ Украинской автокефальной православной церкви. В 1919 году был в составе инициативного Комитета мирян и священников украинского происхождения в Московской Патриархии РПЦ, с целью перевода молитв и текстов богослужения на современный украинский язык. 22 мая 1919 года в Никольском военном соборе в Киеве участвовал в первом богослужении обедни на украинском языке.

## Биография
Родился в крестьянской семье в Звенигородском уезде Российской империи (ныне Украина). Его отец — звонарь церковного причта, сторож. Окончил Киевское духовное училище, Киевскую духовную семинарию и Киевскую духовную академию (1897) со степенью кандидата богословия.
До 1916 года был преподавателем в Киевской духовной академии, иерей Русской православной церкви Московской Патриархии. Работал в Киевской 8-й гимназии учителем Закона Божьего (христианской этики). Домовладелец — переулок Фёдоровский № 8 (г. Киев).
12-18 июня 1917 года становится делегатом Киевского епархиального украинского съезда, на котором был избран членом Киевской церковной епархиального совета от священников. В июне того же года избран в члены Комиссии для созыва Первого Всеукраинского съезда духовенства. С ноября того же года — член Всеукраинской православной церковной рады (ВПЦР), которая возглавила автокефальное движение на Украине и провела подготовку Всеукраинского православного церковного собора (ВПЦС). 6 декабря 1917 года принимал участие в заседании Организационного Комитета по делу созыва ВПЦС. 22 декабря 1917 года входил в состав делегации ВПЦР  в Киевском митрополите РПЦ МП Владимира. В январе и июне-июле 1918 года участвовал в работе 1-й и 2-й сессий ВПЦС. Сотрудничал с Директорией УНР результатом чего стало 1 января 1919 года провозглашение закона о Автокефалии УПЦ.
С 1919 года — священник в селе Барышевка Полтавской губернии. С 17 апреля 1919 года — член ВПЦР нового состава. В том же году входит в состав инициативного Комитета мирян и священников украинского происхождения в Московской Патриархии РПЦ, с целью перевода молитв и текстов богослужения на современный украинский язык. 22 мая 1919 в Никольском военном соборе в Киеве участвовал в первом богослужении обедни на украинском языке. В июне-июле 1919 года на собрании 3-го Украинского православного прихода Софийского собора в Киеве избран настоятелем религиозной общины.
22-26 мая 1921 года — Делегат Украинского православного церковного собора на Киевщине, где был возведён в сан протоиерея. 5 мая 1922 года как участник ВПЦР — становится настоятелем Старокиевского прихода при храме святой Софии. Ездил по Киевщине для сплочения священников (Обухов, Борисполь и др.), «кулаков» (фермеров), Украинских монархистов вокруг развития самостоятельного украинского государства. 14-30 октября 1922 является делегатом (среди 472 делегатов) ВПЦР.
21 сентября 1923 года в Софийском соборе Киева рукоположен в сан епископа УАПЦ. Под давлением спецслужб ВЧК-ОГПУ-НКВД отошёл от служения в УАПЦ.
1924 год — Соучредитель Украинского Православного Церковного Братства "Деятельно-Христова Церковь" (ДХЦ) под руководством коммунистического режима. В том же году руководил основанной Богословской школой УАПЦ. В ДХЦ — заместитель председателя губернского Совета братства, которое проводило раскольническую линию в УАПЦ.
11 февраля 1924 года под давлением интриг спецслужб провозгласил обращение с вынужденной клеветой на предстоятеля УАПЦ Василия Липковского. В том же году становится настоятелем Михайловского Златоверхого монастыря в Киеве.
С 1925 года — Председатель Совета братства ДХЦ. 11 февраля того же года по решению Высшего церковного суда исключён из состава УАПЦ. Потому выразил поддержку и признание позитивности атеистического фанатизма власти в харьковской газете «Коммунист» от 24 октября 1925 года. 28-30 декабря 1926 года участвовал в малых собраниях ВПЦР  с целью присоединить ДХЦ к УАПЦ. В ноябре 1927 года раскаялся и вернулся в лоно УАПЦ.

### В концлагерях
В начале 1930 года арестован по обвинению в привлечении украинских крестьян к идеям частной собственности и построении самостоятельной Украины, призывал к самостоятельности государства Украина без Москвы. В 1931 году под давлением государственной спецслужбы оставил служение в УАПЦ в обмен на освобождение из заключения. Работал архивариусом делопроизводства народного суда 2-го участка Кировского района (теперь «Печерский» район) г. Киева, секретарём «СудоЛиквидКому» Ленинского района (теперь «Старокиевский» район) г. Киев. Жил по улице Воровского № 8 кв. 36 (Киев). Был на богослужениях — на углу переулка Рыльский и Стрелецкой.
Летом 1936 года арестован по подозрению в «подпольном исповедании религии под прикрытием светской работы» (тайно молился); в «ведении антисоветской агитации среди верующих, используя проповеди против руководителей советской власти»; за «встречу А. Керенского с Союзом рабочих (эсерами) в 1917 году в Киеве, на которой выступал от имени духовенства»; «за связи с правительством С. Петлюры»; за «призывы образовывать самостоятельное государства Украина без оккупантов» и интервентов, за активную деятельность «в антисоветской националистической организации повстанческого подполья, с целью свержения советской власти», за связи с хоровой капеллой А. Кошица в США (в делах есть указания на «актина церковницю» Елизавету Кошиц и Анатолия Кошиц), за его контакты с архиепископом Поликарпом Сикорским (Польша), за связи с сыном Анатолием, за контакты с епископом Левицким — также за призывы «объединить всех украинцев и украинок для спасения христианской веры и национального государства от коммунистов» за переписку с родным братом Иваном в эмиграции во Франции, с украинской диаспорой в Чехословакии и Польше, где сообщал о гонениях на религию (свободу совести), за пересылку новостей о качестве жизни в СССР. Из него на допросах «выбили признание», что он в 1922 фактом принятия священства стал активным членом и руководителем контрреволюционной националистической организации подпольно повстанческой (архивные документы допросов забрызганы кровью) на каждом листе он подписался, что Василий Липковский и все священники являются «агентами украинской националистической антисоветской организации». Об уровне их квалификации в области юриспруденции и криминалистики может произвести впечатление протокол ареста и допроса, где в графе «особые приметы» Тарнавського П. ими записано одно слово — «священник».
Кроме того, коммунистический режим считал угрозой для себя его заботы о формировании на Украине национального государственного правительства, где стояли бы во главе украинского народа только — Украинцы. 13 мая 1938 «оперативной слежкой» НКВД-КГБ был признан как «священник профессионал». 30 апреля 1938 года был снова арестован для ссылки в советский концентрационный лагерь (по статьям 156, 54 пункта 8-11), содержался в Киевской тюрьме «Лукьянова». 29 августа того же года «особой тройкой» спецслужбы НКВД по Киевской области (отдел УГБ) вынесен тайный приговор без суда и соблюдения процессуальных норм убить священника.
2 сентября 1938 расстрелян.
На момент ареста был женат.
16 января 1989 года на основании статьи № 1 Указа Президиума Верховного Совета СССР «о дополнительных мерах по восстановлению справедливости в отношении жертв репрессий имевших место в период 1930—1940 гг., и в начале 1950-х» он реабилитирован как «жертва политических репрессий» (посмертно).